# Clio (krater)
För andra betydelser, se Clio (olika betydelser).
Clio är en nedslagskrater på planeten Venus. Clio har fått sitt namn efter det grekiska kvinnonamnet Clio.
Kratern har en diameter på ungefär 11 kilometer.